# Shinoe Shoda
Shinoe Shoda (en japonés, 正田篠枝) (Hiroshima, diciembre de 1910 - 15 de junio de 1965) fue una poeta y escritora japonesa conocida por sus obras literarias sobre la bomba atómica.

## Biografía
A comienzos de la década de 1920 se trasladó con su familia a Ujina, en las afueras de Hiroshima. Se matriculó en 1925 en la escuela secundaria Jōdo Shinshū, graduándose en 1929. Esta escuela estaba dirigida por el grupo budista predominante en Japón en ese momento "True Pure Land".  El budismo sería una gran influencia en la vida de Shoda, especialmente en su poesía. A finales de esta década empieza a publicar sus poemas en la revista mensual Kōran, fundada por Sugiura Suiko, un discípulo destacado del poeta Kitahara Hakushu. Shoda se casó con el ingeniero Takamoto Suematsu y tuvieron un hijo, Shin"ichirō. En 1940 murió su esposo y en 1945 la casa familiar fue destruida trasladándose entonces a la ciudad de Hiroshima. Su nueva casa se encontraba a dos kilómetros de la zona cero donde ocurrió el impacto de la bomba atómica. En 1946 murió su padre de cáncer intestinal y poco más tarde su hijo enfermó.

## Trayectoria
Tras la destrucción de la ciudad de Hiroshima el 6 de agosto de 1945 por el ataque de la bomba atómica, muchos autores japoneses, inspirados por este hecho, produjeron numerosas obras literarias. A este movimiento se le denominó Literatura de la bomba atómica y bastantes de estos literatos eran hibakusha  o supervivientes de la bomba atómica. Su obra, sobre todo poesía tanka, trata problemas relacionados con la bomba atómica y sus consecuencias. Los poemas de Shoda tienen un carácter visiblemente espiritual que los distingue de los de sus colegas más conocidos. Tras la rendición de Japón, Shoda tuvo dificultades para publicar, tanto por el tema sobre el que escribía como por su falta de experiencia. 
En 1946 consiguió publicar sus poemas en la revista Fuschichō. En 1947, esquivando la censura desencadenada por la Ocupación de Japón, publicó Sange, una antología tanka. Ciento cincuenta copias del libro fueron mimeografiadas por un empleado de la División de Imprenta de la Prisión de Hiroshima y Shoda las distribuyó entre las víctimas de la explosión. Hasta la década de 1960 no volvería a publicar. En 1962 apareció su libro de memorias A Ringing in the Ears. Poco después enfermó de cáncer de mama y su salud se deterioró muy rápido. Murió el 15 de junio de 1965, el año anterior a la publicación de su segunda colección tanka Sarusuberi. Reiko junto con Chanchako bachan se publicaron póstumamente en Dokyumento Nihonjin. Pikakko-chan contiene siete historias incluidas en Reiko y Chanchako bachan.
Una de sus poemas de Sange aparece en el Monumento a los Maestros y Estudiantes de las Escuelas Primarias Nacionales bombardeadas en Hiroshima. El poema expresa la ira en nombre de los niños que, aferrándose a sus maestros, murieron en la explosión; y por los maestros que fallecieron tratando de protegerlos.

## Obra
- 1947: Sange (Penitencia o Arrepentimiento)
- 1962: Miminari genbatsu kajin no techō (耳鳴り―原爆歌人の手記) (Tinnitus - Notas de los poetas de la bomba atómica)
- 1962: A Ringing in the Ears. (Memorias)
- 1966: Sarusuberi (Mirto)
- 1969: Dokyumento Nihonjin (Reiko, Chanchako bachan) (Documento de los japoneses)[8][1]